# Litle Matholmen
Litle Matholmen ou Små Matholmen, est une île dans le landskap Sunnhordland du comté de Vestland. Elle appartient administrativement à Lindås.

## Géographie
Rocheuse et couverte d'arbres, au sud de Store Matholmen, à fleur d'eau, elle s'étend sur environ 86 m de longueur pour une largeur approximative de 59 m. 